# Justiceburg
Justiceburg è una comunità non incorporata degli Stati Uniti d'America della contea di Garza nello Stato del Texas.

## Geografia fisica
Justiceburg si trova sulla linea della Santa Fe, la Highway 84, e il ramo sud del Double Mountain Fork del fiume Brazos, a quindici miglia a sud-est di Post, nel sud-est della contea di Garza.

## Storia
L'allevatore Jefferson Davis Justice diede alla ferrovia il diritto di accesso nel 1910 e donò anche il sito della città. L'ufficio postale locale aveva operato dal 1902 al 1905 come Le Forest. La comunità aveva una popolazione di cinquanta abitanti nel 1915, venticinque nel 1925, settantacinque nel 1947 e settantasei nel 1980 fino al 2000. Durante gli anni 1980 molti dei residenti erano discendenti di Jefferson Davis Justice.